# Navi self-discharger

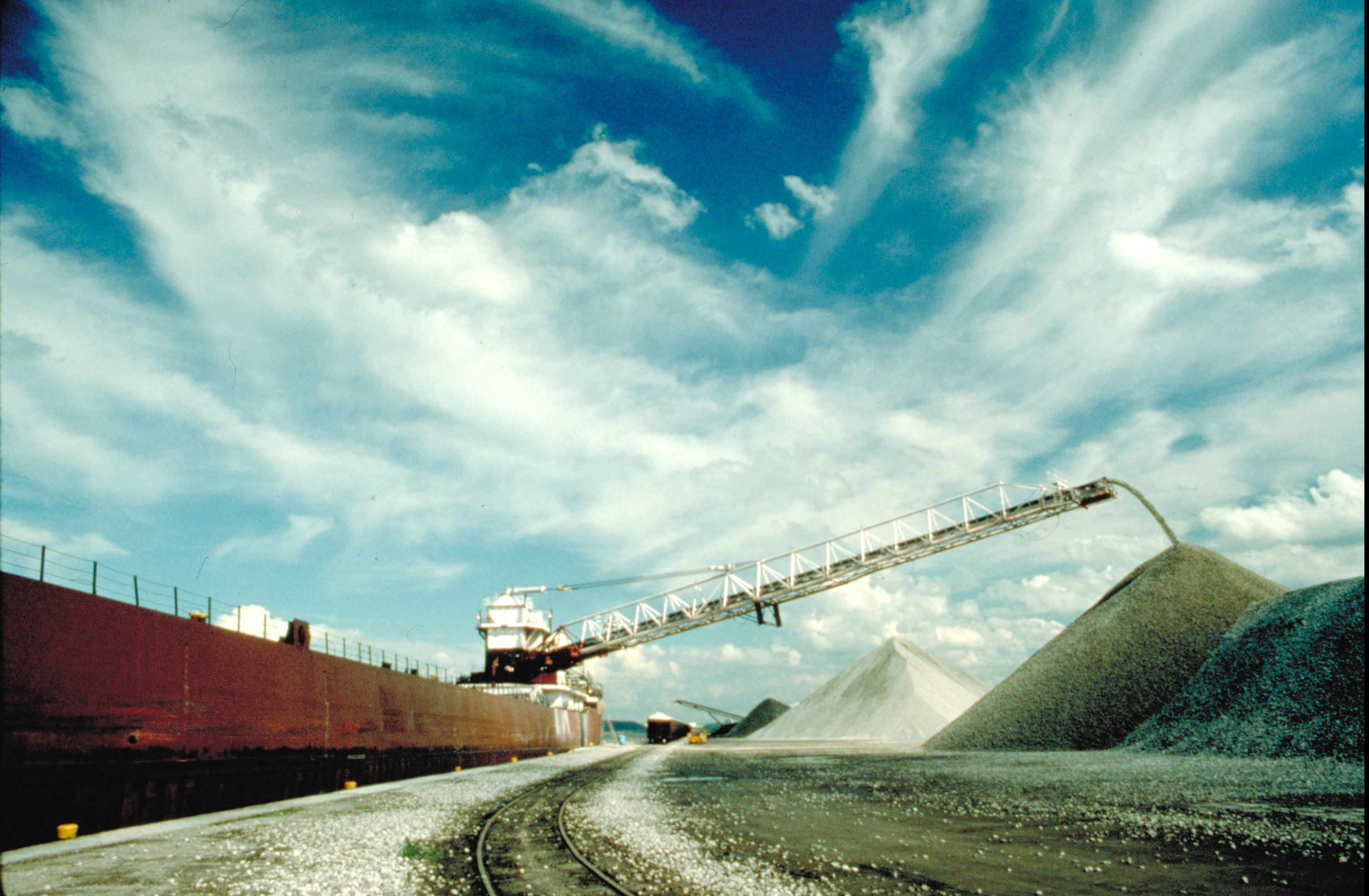
Una nave self-discharger dei Grandi Laghi in attività

Una nave portarinfuse si definisce self-discharger o self-unloader quando dispone di attrezzature tali che le permettono di effettuare lo scarico del materiale che trasporta in completa autonomia.
Il metodo più semplice per effettuare le operazioni di scarico è montare un braccio dotato di benna che, per mezzo di un binario, può raggiungere e scaricare materiale da tutte le stive della nave.
Le navi da carico che navigano nei Grandi Laghi utilizzano un nastro trasportatore quale mezzo con il quale effettuare lo scarico. Il nastro preleva il materiale dal fondo delle stive che hanno la forma di un imbuto.